# Giro di Polonia 2022
Il Giro di Polonia 2022, settantanovesima edizione della corsa e valido come venticinquesima prova dell'UCI World Tour 2022 categoria 2.UWT, si svolse in sette tappe dal 30 luglio al 5 agosto 2022 su un percorso di 1 209,4 km, con partenza da Kielce e arrivo a Cracovia, in Polonia. La vittoria fu appannaggio del britannico Ethan Hayter, il quale completò il percorso in 28h26'23", precedendo l'olandese Thymen Arensman e lo spagnolo Pello Bilbao.
Al traguardo di Cracovia 127 ciclisti, dei 160 partiti da Kielce, hanno portato a termine la competizione.

## Tappe
| Tappa  | Data      | Percorso                                                             | km     | Vincitore di tappa | Leader cl. generale |
| ------ | --------- | -------------------------------------------------------------------- | ------ | ------------------ | ------------------- |
| 1ª     | 30 luglio | Kielce > Lublino                                                     | 218,8  | Olav Kooij         | Olav Kooij          |
| 2ª     | 31 luglio | Chełm > Zamość                                                       | 205,6  | Gerben Thijssen    | Jonas Abrahamsen    |
| 3ª     | 1º agosto | Kraśnik > Przemyśl                                                   | 237,9  | Sergio Higuita     | Sergio Higuita      |
| 4ª     | 2 agosto  | Lesko› > Sanok                                                       | 179,4  | Pascal Ackermann   | Sergio Higuita      |
| 5ª     | 3 agosto  | Łańcut > Rzeszów                                                     | 178,1  | Phil Bauhaus       | Sergio Higuita      |
| 6ª     | 4 agosto  | Nowy Targ (Gronków) > Stacja Narciarska Rusiński (cron. individuale) | 11,8   | Thymen Arensman    | Ethan Hayter        |
| 7ª     | 5 agosto  | Valsir > Cracovia                                                    | 177,8  | Arnaud Démare      | Ethan Hayter        |
| Totale | Totale    | Totale                                                               | 1209,4 |                    |                     |

## Squadre e corridori partecipanti
| N.      | Cod. | Squadra                     |
| ------- | ---- | --------------------------- |
| 1-7     | QST  | Quick-Step Alpha Vinyl Team |
| 11-17   | ACT  | AG2R Citroën Team           |
| 21-27   | AQT  | Astana Qazaqstan Team       |
| 31-37   | TBV  | Bahrain Victorious          |
| 41-47   | BOH  | Bora-Hansgrohe              |
| 51-57   | COF  | Cofidis                     |
| 61-67   | EFE  | EF Education-EasyPost       |
| 71-77   | GFC  | Groupama-FDJ                |
| 81-87   | IGD  | Ineos Grenadiers            |
| 91-97   | IWG  | Intermarché-Wanty-Gobert    |
| 101-107 | IPT  | Israel-Premier Tech         |
| 111-117 | TJV  | Jumbo-Visma                 |

| N.      | Cod. | Squadra                 |
| ------- | ---- | ----------------------- |
| 121-127 | MOV  | Movistar Team           |
| 131-137 | BEX  | Team BikeExchange-Jayco |
| 141-148 | LTS  | Lotto Soudal            |
| 151-157 | DSM  | Team DSM                |
| 161-167 | TFS  | Trek-Segafredo          |
| 171-177 | UAD  | UAE Team Emirates       |
| 181-187 | ADC  | Alpecin-Deceuninck      |
| 191-197 | CJR  | Caja Rural-Seguros RGA  |
| 201-207 | TNN  | Team Novo Nordisk       |
| 211-217 | UXT  | Uno-X Pro Cycling Team  |
| 221-227 | POL  | Polonia                 |

## Dettagli delle tappe

### 1ª tappa
- 30 luglio: Kielce > Lublino – 218,8 km

Risultati
| Pos. | Corridore    | Squadra | Tempo    |
| ---- | ------------ | ------- | -------- |
| 1    | Olav Kooij   | Jumbo   | 5h18'01" |
| 2    | Phil Bauhaus | Bahrain | s.t.     |
| 3    | Jordi Meeus  | Bora    | s.t.     |

| Pos. | Corridore        | Squadra | Tempo    |
| ---- | ---------------- | ------- | -------- |
| 1    | Olav Kooij       | Jumbo   | 5h17'51" |
| 2    | Phil Bauhaus     | Bahrain | a 4"     |
| 3    | Jonas Abrahamsen | Uno-X   | s.t.     |

### 2ª tappa
- 31 luglio: Chełm > Zamość – 205,6 km

Risultati
| Pos. | Corridore        | Squadra     | Tempo    |
| ---- | ---------------- | ----------- | -------- |
| 1    | Gerben Thijssen  | Intermarché | 4h47'23" |
| 2    | Pascal Ackermann | UAE         | s.t.     |
| 3    | Jonathan Milan   | Bahrain     | s.t.     |

| Pos. | Corridore        | Squadra     | Tempo     |
| ---- | ---------------- | ----------- | --------- |
| 1    | Jonas Abrahamsen | Uno-X       | 10h05'12" |
| 2    | Olav Kooij       | Jumbo       | a 2"      |
| 3    | Gerben Thijssen  | Intermarché | s.t.      |

### 3ª tappa
- 1º agosto: Kraśnik > Przemyśl – 237,9 km

Risultati
| Pos. | Corridore       | Squadra     | Tempo    |
| ---- | --------------- | ----------- | -------- |
| 1    | Sergio Higuita  | Bora        | 5h25'46" |
| 2    | Pello Bilbao    | Bahrain     | s.t.     |
| 3    | Quinten Hermans | Intermarché | s.t.     |

| Pos. | Corridore       | Squadra     | Tempo     |
| ---- | --------------- | ----------- | --------- |
| 1    | Sergio Higuita  | Bora        | 15h31'00" |
| 2    | Pello Bilbao    | Bahrain     | a 4"      |
| 3    | Quinten Hermans | Intermarché | a 6"      |

### 4ª tappa
- 2 agosto: Lesko > Sanok – 179,4 km

Risultati
| Pos. | Corridore        | Squadra | Tempo    |
| ---- | ---------------- | ------- | -------- |
| 1    | Pascal Ackermann | UAE     | 4h21'46" |
| 2    | Jordi Meeus      | Bora    | s.t.     |
| 3    | Jonathan Milan   | Bahrain | s.t.     |

| Pos. | Corridore       | Squadra     | Tempo     |
| ---- | --------------- | ----------- | --------- |
| 1    | Sergio Higuita  | Bora        | 19h52'46" |
| 2    | Pello Bilbao    | Bahrain     | a 4"      |
| 3    | Quinten Hermans | Intermarché | a 6"      |

### 5ª tappa
- 3 agosto: Łańcut > Rzeszów – 178,1 km

Risultati
| Pos. | Corridore     | Squadra  | Tempo    |
| ---- | ------------- | -------- | -------- |
| 1    | Phil Bauhaus  | Bahrain  | 4h16'19" |
| 2    | Arnaud Démare | Groupama | s.t.     |
| 3    | Nikias Arndt  | DSM      | s.t.     |

| Pos. | Corridore       | Squadra     | Tempo     |
| ---- | --------------- | ----------- | --------- |
| 1    | Sergio Higuita  | Bora        | 24h09'05" |
| 2    | Pello Bilbao    | Bahrain     | a 4"      |
| 3    | Quinten Hermans | Intermarché | a 6"      |

### 6ª tappa
- 4 agosto: Nowy Targ (Gronków) > Stacja Narciarska Rusiński - Cronometro individuale – 11,8 km

Risultati
| Pos. | Corridore        | Squadra | Tempo  |
| ---- | ---------------- | ------- | ------ |
| 1    | Thymen Arensman  | DSM     | 17'40" |
| 2    | Magnus Sheffield | Ineos   | a 7"   |
| 3    | Ethan Hayter     | Ineos   | a 8"   |

| Pos. | Corridore       | Squadra | Tempo     |
| ---- | --------------- | ------- | --------- |
| 1    | Ethan Hayter    | Ineos   | 24h27'03" |
| 2    | Thymen Arensman | DSM     | a 11"     |
| 3    | Pello Bilbao    | Bahrain | a 18"     |

### 7ª tappa
- 5 agosto: Valsir > Cracovia – 177,8 km

Risultati
| Pos. | Corridore     | Squadra  | Tempo    |
| ---- | ------------- | -------- | -------- |
| 1    | Arnaud Démare | Groupama | 3h59'20" |
| 2    | Olav Kooij    | Jumbo    | s.t.     |
| 3    | Phil Bauhaus  | Bahrain  | s.t.     |

| Pos. | Corridore       | Squadra | Tempo     |
| ---- | --------------- | ------- | --------- |
| 1    | Ethan Hayter    | Ineos   | 28h26'23" |
| 2    | Thymen Arensman | DSM     | a 11"     |
| 3    | Pello Bilbao    | Bahrain | a 18"     |

## Evoluzione delle classifiche
| Tappa              | Vincitore          | Classifica generale Maglia gialla | Classifica a punti Maglia bianca | Classifica scalatori Maglia blu a pois | Classifica combattività Maglia blu | Classifica a squadre |
| ------------------ | ------------------ | --------------------------------- | -------------------------------- | -------------------------------------- | ---------------------------------- | -------------------- |
| 1ª                 | Olav Kooij         | Olav Kooij                        | Olav Kooij                       | Jonas Abrahamsen                       | Patryk Stosz                       | AG2R Citroën Team    |
| 2ª                 | Gerben Thijssen    | Jonas Abrahamsen                  | Olav Kooij                       | Jonas Abrahamsen                       | Patryk Stosz                       | UAE Team Emirates    |
| 3ª                 | Sergio Higuita     | Sergio Higuita                    | Olav Kooij                       | Michel Hessmann                        | Patryk Stosz                       | Ineos Grenadiers     |
| 4ª                 | Pascal Ackermann   | Sergio Higuita                    | Olav Kooij                       | Kamil Małecki                          | Patryk Stosz                       | Ineos Grenadiers     |
| 5ª                 | Phil Bauhaus       | Sergio Higuita                    | Arnaud Démare                    | Kamil Małecki                          | Patryk Stosz                       | Ineos Grenadiers     |
| 6ª                 | Thymen Arensman    | Ethan Hayter                      | Arnaud Démare                    | Kamil Małecki                          | Patryk Stosz                       | Ineos Grenadiers     |
| 7ª                 | Arnaud Démare      | Ethan Hayter                      | Arnaud Démare                    | Jarrad Drizners                        | Patryk Stosz                       | Ineos Grenadiers     |
| Classifiche finali | Classifiche finali | Ethan Hayter                      | Arnaud Démare                    | Jarrad Drizners                        | Patryk Stosz                       | Ineos Grenadiers     |

Maglie indossate da altri ciclisti in caso di due o più maglie vinte
- Nella 2ª tappa Phil Bauhaus ha indossato la maglia bianca al posto di Olav Kooij.
- Nella 3ª tappa Piotr Brożyna ha indossato la maglia blu a pois al posto di Jonas Abrahamsen.

## Classifiche finali

### Classifica generale - Maglia gialla
| Pos. | Corridore           | Squadra      | Tempo     |
| ---- | ------------------- | ------------ | --------- |
| 1    | Ethan Hayter        | Ineos        | 28h26'23" |
| 2    | Thymen Arensman     | DSM          | a 11"     |
| 3    | Pello Bilbao        | Bahrain      | a 18"     |
| 4    | Matteo Sobrero      | BikeExchange | a 23"     |
| 5    | Ben Tulett          | Ineos        | a 25"     |
| 6    | Rémi Cavagna        | Quick-Step   | a 31"     |
| 7    | Samuele Battistella | Astana       | a 32"     |
| 8    | Sergio Higuita      | Bora         | s.t.      |
| 9    | Diego Ulissi        | UAE          | a 45"     |
| 10   | Bruno Armirail      | Groupama     | a 50"     |

### Classifica a punti - Maglia bianca
| Pos. | Corridore        | Squadra  | Punti |
| ---- | ---------------- | -------- | ----- |
| 1    | Arnaud Démare    | Groupama | 74    |
| 2    | Olav Kooij       | Jumbo    | 72    |
| 3    | Max Kanter       | Movistar | 62    |
| 4    | Phil Bauhaus     | Bahrain  | 57    |
| 5    | Pascal Ackermann | UAE      | 51    |

### Classifica scalatori - Maglia blu a pois
| Pos. | Corridore       | Squadra | Punti |
| ---- | --------------- | ------- | ----- |
| 1    | Jarrad Drizners | Lotto   | 23    |
| 2    | A. De Marchi    | Israel  | 16    |
| 3    | Kamil Małecki   | Lotto   | 15    |
| 4    | Michel Hessmann | Jumbo   | 11    |
| 5    | Syver Wærsted   | Uno-X   | 11    |

### Classifica combattività - Maglia blu
| Pos. | Corridore          | Squadra | Punti |
| ---- | ------------------ | ------- | ----- |
| 1    | Patryk Stosz       | Polonia | 16    |
| 2    | Edward Theuns      | Trek    | 8     |
| 3    | Mads Würtz Schmidt | Israel  | 6     |
| 4    | A. De Marchi       | Israel  | 6     |
| 5    | Marcin Budziński   | Polonia | 5     |

### Classifica a squadre
| Pos. | Squadra                     | Tempo     |
| ---- | --------------------------- | --------- |
| 1    | Ineos Grenadiers            | 85h19'33" |
| 2    | Quick-Step Alpha Vinyl Team | a 2'43"   |
| 3    | Team DSM                    | a 2'46"   |
| 4    | EF Education-EasyPost       | a 2'48"   |
| 5    | Bahrain Victorious          | a 3'56"   |